# Maria Thorisdottir
Maria Thorisdottir (Stavanger, 5 juni 1993) is een Noors voetbalspeelster. Ze speelt als verdediger en voor Olympique Marseille in de Division 1.

## Clubcarrière
Thorisdottir begon haar carrière bij de Noorse Toppserien club Klepp IL. In de jeugdopleiding van deze club speelde ze als middenvelder of spits, maar ze werd omgeturnd tot verdediger. Thorisdottir maakte haar op 5 april 2010 haar profdebuut in de 66ste minuut van een doelpuntloos gelijkspel tegen Amazon Grimstad. Ze maakte haar eerste doelpunt op 29 augustus 2010 in de 90ste minuut van een 3-1 nederlaag tegen Arna-Bjørnar.
In september 2012 besloot Thorisdottir om te stoppen met voetballen vanwege veelvuldig blessureleed en doordat ze te maken kreeg met patellatendinopathie. Ze koos om voor een handbalcarrière te gaan en begon met handballen bij Stabæk in juni 2013.
In 2014 besloot Thorisdottir om terug te keren als voetbalster en begon ze weer met trainen bij Klepp IL. Twee jaar naar haar laatste wedstrijd voltooide ze op 6 augustus 2014 haar comeback door te tarten in een 1-0 overwinning in de Noorse beker op Arna-Bjørnar. In augustus 2015 was Thorisdottir opnieuw uitgeschakeld, dit keer had ze haar enkelband afgescheurd. Toen Thorisdottir dicht bij haar terugkeer was, liep ze tegen een enorme tegenvaller aan toen de doktoren een uitzonderlijke en ingewikkelde aandoening in haar voet ontdekten die mogelijk het einde van haar carrière zou betekenen. Thorisdottir onderging een operatie in november 2015 die haar het hele seizoen 2016 buitenspel zette.
In het seizoen 2017 keerde Thorisdottir terug op het voetbalveld en in dat seizoen eindigde ze met Klepp IL op de vierde plaats, de hoogste positie in haar dienstverband bij de club.
In september 2017 verliet Thorisdottir Klepp IL en tekende ze een tweejarig contract bij Chelsea FC in de Engelse Super League. Ze maakte haar eerste opwachting voor de club uit Londen op 24 september 2017 in een 6-0 overwinning op Bristol City. In haar eerste seizoen kwam Thorisdottir tot 10 competitiewedstrijden en werd ze landskampioen van de Super League. Ook maakte ze in drie wedstrijden haar opwachting in de FA Cup, waaronder een invalbeurt in de finale waarin Chelsea stadsgenoot Arsenal met 3-1 wist te verslaan.
In haar tweede seizoen bij Thorisdottir maakte ze haar eerste doelpunt voor de club op 12 september 2018 in een Champions League wedstrijd tegen SFK 2000 Sarajevo. In oktober 2018 liep Thorisdottir een hersenschudding op die haar tot mei 2019 buitenspel zette. In juni 2019 verlengde Thorisdottir haar contract bij Chelsea tot de zomer van 2021.
Op 22 januari 2021 tekende Thorisdottir een twee en halfjarig contract bij competitiegenoot Manchester United met de optie voor nog een extra jaar. Twee weken later maakte ze haar debuut voor de club in een 2-0 nederlaag tegen Reading.
Op 30 augustus 2023 kondigde Brighton & Hove Albion de komst van Thorisdottir aan. Na twee seizoenen verliet ze de The Seagulls. Ze tekende op 18 augustus 2025 een contract bij Franse Olympique Marseille.

## Statistieken
| Seizoen | Club                   | Land      | Competitie   | Wedstrijden | Doelpunten |
| ------- | ---------------------- | --------- | ------------ | ----------- | ---------- |
| 2010    | Klepp IL               | Noorwegen | Toppserien   | ?           | 1          |
| 2011    | Klepp IL               | Noorwegen | Toppserien   | 14          | 4          |
| 2012    | Klepp IL               | Noorwegen | Toppserien   | 7           | 1          |
| 2014    | Klepp IL               | Noorwegen | Toppserien   | 5           | 0          |
| 2015    | Klepp IL               | Noorwegen | Toppserien   | 14          | 1          |
| 2016    | Klepp IL               | Noorwegen | Toppserien   | 0           | 0          |
| 2017    | Klepp IL               | Noorwegen | Toppserien   | 14          | 1          |
| 2017/18 | Chelsea FC             | Engeland  | Super League | 10          | 0          |
| 2018/19 | Chelsea FC             | Engeland  | Super League | 5           | 0          |
| 2019/20 | Chelsea FC             | Engeland  | Super League | 5           | 1          |
| 2020/21 | Chelsea FC             | Engeland  | Super League | 2           | 0          |
| 2020/21 | Manchester United      | Engeland  | Super League | 6           | 0          |
| 2021/22 | Manchester United      | Engeland  | Super League | 20          | 1          |
| 2022/23 | Manchester United      | Engeland  | Super League | 5           | 0          |
| 2023/24 | Brighton & Hove Albion | Engeland  | Super League | 20          | 0          |
| 2024/25 | Brighton & Hove Albion | Engeland  | Super League | 13          | 0          |
| 2025/26 | Olympique Marseille    | Frankrijk | Division 1   | 0           | 0          |
| Totaal  | Totaal                 | Totaal    | Totaal       | 140         | 10         |

Laatste update: 18 augustus 2025

## Interlandcarrière
Thorisdottir werd op 16 februari 2015 voor het eerst opgeroepen voor het Noorse nationale team in de selectie voor op de Algarve Cup. Ze maakte uiteindelijk op 6 maart 2015, vier dagen nadat ze speelde voor Noorwegen -23, haar debuut voor het Noorse nationale team door in de basis te starten in een 1-0 overwinning op IJsland. Thorisdottir was eerder al uitgenodigd om deel uit te maken van de IJslandse selectie, maar bedankte hiervoor in de hoop dat ze zou worden uitgenodigd voor Noorwegen. Ondanks haar afwijzing vond Thorisdottir het heel bijzonder om te debuteren tegen het land van haar vader en dat ze elke zomer bezocht om bij haar grootouders te verblijven.
Op 14 mei 2015 werd Thorisdottir opgenomen in de Noorse selectie voor op het WK 2015. Ze maakte haar debuut op een wereldkampioenschap in het tweede groepsduel dat in een 1-1 gelijkspel eindigde tegen Duitsland. Noorwegen plaatste zich voor de knock-outfase, maar werd hierin uitgeschakeld in de achtste finales tegen Engeland. Ondanks dat ze de hele kwalificatiereeks moest missen vanwege blessureleed, werd Thorisdottir eveneens opgeroepen voor het EK 2017. In de vorige edities haalde Noorwegen elke keer minimaal de halve finales, maar op het EK 2017 in Nederland verloor Noorwegen alle wedstrijden en werd daardoor uitgeschakeld in de groepsfase. Thorisdottir speelde de volle 90 minuten in de wedstrijden tegen de latere finalisten Denemarken en Nederland. In januari 2018 maakte ze haar eerste interlanddoelpunt in een 3-0 vriendschappelijke overwinning op Schotland. Noorwegen wist zich met Thorisdottir als basisspeelster te plaatsen voor het WK 2019 boven Nederland. Ook werd ze opgenomen in de selectie voor op dit eindtoernooi. Thorisdottir kwam in alle vijf wedstrijden van Noorwegen in actie en werd met haar land, net als op het vorige eindtoernooi, uitgeschakeld tegen Engeland, ditmaal in de kwartfinale.
Thorisdottir maakte ook onderdeel uit van de Noorse selectie op het EK 2022 in Engeland.